# Danny Graham
Daniel „Danny“ Anthony William Graham (* 12. August 1985 in Gateshead) ist ein ehemaliger englischer Fußballspieler.

## Sportlicher Werdegang
Seine aktive Karriere als Fußballspieler begann Graham im Nachwuchs seines tief unterklassig spielenden Heimatvereins, dem FC Chester-le-Street Town. Vom Non-League-Football-Team kam er schließlich in den Jugendbereich des Profiklubs FC Middlesbrough, bei dem er sämtliche Jugendspielklassen durchlief. Da Danny Graham bei den Profis des FC Middlesbrough nur selten zum Einsatz kam, verbrachte er die ersten Jahre seiner Karriere überwiegend auf Leihbasis bei unterklassigen Vereinen. In der Premier League 2004/05 kam Graham für Middlesbrough immerhin zu elf Erstligaeinsätzen und erzielte dabei ein Tor. Nach weiteren Ausleihgeschäften an Zweit- und Drittligisten wechselte Graham Anfang 2007 auf Leihbasis zum Drittligisten Carlisle United. Dort erzielte er sieben Treffer in elf Einsätzen und bewarb sich damit für einen festen Vertrag.
Zu Beginn der Saison 2007/08 erhielt Graham einen Zweijahresvertrag in Carlisle und erzielte für seinen Verein 15 Tore in 47 Drittligaspielen. Auch in der Folgesaison konnte er erneut 15 Treffer erzielen. Da seine Mannschaft jedoch weit von einem Aufstieg in die zweite Liga entfernt war, wechselte er zum zweiten Mal den Verein in Richtung FC Watford und unterschrieb einen Zweijahresvertrag.
Mit seinem neuen Team startete Graham (46 Spiele/14 Tore) in der Football League Championship 2009/10 und belegte dort am Saisonende den 16. Tabellenplatz. Der Verein aus dem 32 km nordwestlich von London gelegenen Watford konnte in der Saison 2010/11 diese Platzierung mit Platz 14 nur unwesentlich steigern und verpasste damit abermals deutlich den Einzug ins Play-off-Halbfinale. Danny Graham erzielte 24 Tore in 45 Spielen und avancierte damit zum Torschützenkönig der Football League Championship. Als Auszeichnung für seine guten Leistungen wurde er ins PFA Team of the Year gewählt.
Nachdem Watford zuvor ein Angebot der Queens Park Rangers abgelehnt hatte, wechselte Graham zur Saison 2011/12 zum Premier-League-Aufsteiger Swansea City für eine Ablösesumme von 3,5 Mio. Pfund. Mit Grahams neuen Verein aus Swansea spielte in der Premier League 2011/12 erstmals ein walisischer Verein in der 1992 gegründeten neuen höchsten englischen Spielklasse.
Im Januar 2013 wechselte Graham zum AFC Sunderland und unterschrieb dort einen Vertrag bis zum Ende der Saison 2015/16. Im Januar 2016 wurde Graham für den Rest der Premier League 2015/16 an die Blackburn Rovers ausgeliehen. Am 23. Juni 2016 verpflichtete Blackburn Graham für die folgenden zwei Spielzeiten fest, mit einer Vertragsoption für ein drittes Jahr. Diesen Vertrag verlängerte Graham 2018.
Im September 2020 kehrte Graham zum AFC Sunderland zurück und unterschrieb dort einen Ein-Jahres-Vertrag. Wegen nicht allzu guter Leistungen geriet Graham in einen Konflikt mit dem Vereinstrainer Lee Johnson. Im gegenseitigen Einvernehmen wurde daher der Vertrag Grahams Anfang Februar 2021 aufgelöst. Nur wenige Tage später beendete er seine Karriere.